# Telecom Liechtenstein
Die Telecom Liechtenstein AG (Abkürzung: TLI bzw. seit 27. August 2014 auch bekannt unter dem Markennamen FL1) ist eine Aktiengesellschaft liechtensteinischen Rechts mit Sitz in Vaduz. Das Unternehmen bietet Festnetztelefonie, Mobiltelefonie, Internetzugänge, Kabelfernsehen und IT-Dienstleistungen für Privat- und Geschäftskunden an. Gemäss der Marktanteilsstatistik des Amt für Kommunikation (AK) in Liechtenstein ist Telecom Liechtenstein AG Marktführer bei Internet, Festnetztelefonie, IP-TV und Mobilkommunikation mit der Liechtensteiner +423-Landesvorwahl. Letztere nutzen rund 40 % der Liechtensteiner Kunden, der Rest verwendet Mobilfunkanschlüsse mit der Schweizer Landesvorwahl +41. Seit 2023 ist das Unternehmen auch am IT-Dienstleister sl.one AG mit Sitz in Triesen beteiligt. Telecom Liechtenstein AG erbringt Dienstleistungen der elektronischen Kommunikation im Sinne des Kommunikationsgesetzes in Liechtenstein und ist seit 2017 als MVNO in der Schweiz tätig. Besondere Bedeutung im Sinne einer Expansion haben in den letzten Jahren die beiden Wachstumsfelder Roaming Services für das Internet der Dinge und White-Label-Dienstleistungen im Bereich der Mobiltelefonie in der Schweiz erlangt. Das Land Liechtenstein ist 100-prozentiger Aktionär der Telecom Liechtenstein AG und gibt im Rahmen der Eignerstrategie auch die Leitplanken für das Unternehmen vor. Die Klimaschutzziele der Telecom Liechtenstein AG wurden 2023 von der Science Based Targets Initiative (SBTi) unabhängig bewertet und als erstes Liechtensteiner Unternehmen positiv validiert. 2025 ist Telecom Liechtenstein AG auch dem United Nations Global Compact (UNGC) sowie dem UN Global Compact Network Switzerland & Liechtenstein (GCNSL) beigetreten.

## Geschichte
Der Staat Liechtenstein trennte sich im Jahr 1997 mit der Festnetzkommunikation nach jahrzehntelanger Anbindung von der Swisscom und gründete mit der Telecom Liechtenstein ein eigenes Telecom-Unternehmen.
Im Frühjahr 2013 wurde von der Regierung ein Verkauf der Telecom Liechtenstein an die Swisscom offen lanciert. Ursache für den Verkauf waren angeblich die sinkenden Erträge im Bereich der Festnetztelefonie verbunden mit fehlender Kompensationsmöglichkeiten für weggebrochene Erträge und der generell begrenzte Markt eines Kleinstaates. Der Verkauf einer 75-Prozent-Beteiligung hätte eine Reintegration der Liechtensteiner Telecom in die Swisscom bedeutet und den Stand von 1997 wieder weitgehend hergestellt. Für etwa 50 bis 60 Mitarbeiter – rund die Hälfte der Belegschaft – wäre dieser Wechsel mit dem Verlust der Arbeitsplätze verbunden gewesen. Die Swisscom hatte für diesen Wiederanschluss 23 Millionen CHF geboten. In der Mai-Sitzung 2013 befasste sich der Landtag (Liechtensteiner Parlament) ein erstes Mal mit dem Verkauf. 13 der 25 Abgeordneten des Landtages (52 %) stimmten gegen die Pläne der Regierung und die Übernahme durch die Swisscom.
Mit Schreiben von Ende Juni 2014 teilte die Telecom Liechtenstein ihren Kunden mit, dass sie mit der Telekom Austria eine strategische Partnerschaft eingegangen ist (Vertragsunterzeichnung am 27. Juni 2014 in Vaduz). Am 1. Juli 2014 wurde der Zusammenschluss mit der Mobilkom Liechtenstein, eine 100 % Tochter der Telekom Austria offiziell bekanntgegeben. Das Unternehmen stand somit ab dem 27. August 2014, nach Behördenfreigabe, zu 75,1 % im Eigentum des Fürstentums Liechtenstein und zu 24,9 % der Telekom Austria.
Das Land Liechtenstein hat am 21. Juli 2020 die 24,9 Prozent der A1 Telekom Austria Group sodann wieder übernommen und ist nunmehr 100-prozentige Aktionärin der Telecom Liechtenstein AG. Weiterhin Bestand hat die strategische Partnerschaft mit A1 Telekom Austria AG.

## Rechtliche Grundlage
Die rechtliche Grundlage für die Telecom Liechtenstein basiert auf dem Gesetz vom 25. November 2010 über die Telecom Liechtenstein AG (TLIG), LGBl 3/2011. Auf die TLI sind, soweit das TLIG keine abweichenden Bestimmungen enthält, ergänzend die Vorschriften des Gesetzes über die Steuerung und Überwachung öffentlicher Unternehmen und des Personen- und Gesellschaftsrechts zur Anwendung zu bringen.
Gemäss Art 78 Abs. 4 LV i. V. m. Art. 10 TLIG steht die Telecom Liechtenstein unter Oberaufsicht der Regierung des Fürstentums Liechtenstein. Die Eignerinteressen werden ebenfalls von der Regierung vertreten.

## Organisation
Telecom Liechtenstein beschäftigte zum 31. Dezember 2023 in Liechtenstein 97 Mitarbeiter bzw. 90 FTE. Der Umsatz betrug im Jahr 2023 CHF 42,25 Millionen.

### Organe
Telecom Liechtenstein und ihre Tochtergesellschaften bestehen je aus folgenden Organen:
- Generalversammlung der Aktionäre,
- Verwaltungsrat,
- Geschäftsleitung,
- Revisionsstelle.

#### Generalversammlung
Hauptaufgaben der Generalversammlung in ordentlichen bzw. ausserordentlichen Versammlungen sind die Festsetzung und Änderung der Statuten, die Wahl und Abberufung des Verwaltungsrates sowie die Genehmigung des Jahresberichtes und der Jahresrechnung. Der Vorsitz in der Generalversammlung wird vom Präsidenten des Verwaltungsrates geführt.

#### Verwaltungsrat
Der Verwaltungsrat besteht aus drei, maximal fünf, Mitgliedern und wird von der Generalversammlung auf vier Jahre gewählt. Mitglieder des Verwaltungsrates können maximal zwei Funktionsperioden berufen werden, der Präsident maximal zweieinhalb Funktionsperioden. Der Verwaltungsrat ist das operative Organ der Telecom Liechtenstein und handelt in der Regel als Kollektivorgan. Der Verwaltungsrat trifft die grundlegenden Entscheidungen über die Tätigkeit der Gesellschaft. Haupttätigkeit des Verwaltungsrates ist die Oberleitung, Aufsicht und Kontrolle der gesamten Geschäftstätigkeit und er führt die Beschlüsse der Generalversammlung aus. Der Verwaltungsrat kann bei Bedarf Richtlinien erlassen. Der Verwaltungsrat ernennt und entlässt die Mitglieder der Geschäftsführung, Prokuristen und Bevollmächtigte (auch bei den Tochtergesellschaften). Hauptpflicht des Verwaltungsrates im normalen operativen Geschäft ist die Berichterstattung an die Generalversammlung über wichtige Belange der Gesellschaft und ausserordentliche Vorkommnisse. Der Verwaltungsrat ist in der Regel mit der Mehrheit der Mitglieder beschlussfähig und fasst die Beschlüsse mit der einfachen Mehrheit der Stimmen (mit wenigen Ausnahmen). Der Verwaltungsrat kann bestimmte Teile seiner Befugnisse auf eines oder mehrere seiner Mitglieder übertragen, kann Ausschüsse oder Beiräte bestellen und deren Rechte und Pflichten in einem eigenen Reglement festlegen.  In Sitzungen hat der Präsident des Verwaltungsrates den Stichentscheid. Er bestimmt auch einen Sekretär.

#### Geschäftsführung
Die Anzahl der Mitglieder der Geschäftsführung und deren Vorsitzender werden vom Verwaltungsrat festgelegt und bestellt / wiedergewählt. Die Organisation der Geschäftsführung ist in einer Geschäftsordnung festgelegt. Hauptaufgabe der Geschäftsführung ist die Leitung der operativen Geschäfte zum Wohl des Unternehmens. Die Geschäftsführung vertritt die Gesellschaft nach aussen, soweit dies der Verwaltungsrat nicht anders bestimmt. Vorsitzender der zweiköpfigen Geschäftsleitung der Telecom Liechtenstein ist seit Sommer 2019 Aldo Frick.

#### Revisionsstelle
Die Revisionsstelle (Kontrollstelle) prüft die Geschäfte der Gesellschaft. Diese wird von der Generalversammlung jährlich ernannt und können eine oder mehrere natürliche oder juristische Personen sein.

### Organisationsreglements
Die Tätigkeit, die Aufgaben und die Kompetenzen der Organe der Telecom Liechtenstein sowie der Tochtergesellschaften werden gemäss Art 1 des Organisationsreglements vom Verwaltungsrat der Telecom Liechtenstein und deren Statuten (Art 15 und 17) geregelt. Das Organisationsreglement wurde am 30. Juni 1998 erlassen und am 14. Dezember 2010 sowie am 22. Mai 2014 ersetzt. Der Verwaltungsrat erlässt auch die Geschäfts- und Zuständigkeitsordnung und eine Corporate Governance Regelung.

## Infrastruktur
Das Kernnetz sowie die Infrastruktur für das Mobilfunknetz befinden sich im Eigentum der Telecom Liechtenstein. Die passive Glasfaser-Infrastruktur für das Telekom-Netz ist nicht im Eigentum der Telecom Liechtenstein. Dieses gehört seit 2006 den Liechtensteinischen Kraftwerken (LKW), um das Ziel einer vertikalen Separierung und Konzentration von Dienstleistungserbringung bei der LTN/TFL und Infrastrukturbereitstellung bei den LKW zu erreichen.